# Мартіна Карраро
Мартіна Карраро (італ. Martina Carraro, 21 червня 1993) — італійська плавчиня.
Учасниця Олімпійських Ігор 2016 року.
Призерка Чемпіонату світу з водних видів спорту 2019 року.
Призерка Чемпіонату світу з плавання на короткій воді 2016, 2018 років.
Призерка Чемпіонату Європи з водних видів спорту 2016, 2020 років.
Чемпіонка Європи з плавання на короткій воді 2019 року, призерка 2015 року.